# فرودگاه گریت ولی
فرودگاه گریت ولی (به انگلیسی: Great Valley Airport) یک فرودگاه همگانی بهره‌برداری هوایی است که یک باند فرود چمن دارد و طول باند آن ۱۱۵۸ متر است. این فرودگاه در شهر نیویورک کشور ایالات متحده آمریکا قرار دارد و در ارتفاع ۴۴۲ متری از سطح دریا واقع شده‌است.